# Li Xiaoxia
Dans ce nom chinois, le nom de famille, Li, précède le nom personnel Xiaoxia.
Pour les articles homonymes, voir Li.
Li Xiaoxia, née le 16 janvier 1988 à Anshan en république populaire de Chine, est une pongiste chinoise. Elle est droitière, utilise une prise classique et a un jeu fondé sur l'attaque. Elle est numéro quatre mondial en 2009 d'après le classement mondial ITTF de la Fédération internationale de tennis de table (ITTF), et numéro 2 mondiale début 2012.
Vainqueur des Jeux olympiques de Londres 2012 face à Ding Ning, elle échoue contre cette dernière en finale des Jeux olympiques de Rio 2016.

## Palmarès
- Remporte les Championnats du monde par équipes de tennis de table en 2006.
- Remporte le titre en double lors des Jeux asiatiques de 2006.
- Médaille d'argent lors des Championnats du monde de tennis de table en 2007, et demi-finaliste en 2009.
- Vainqueur de la Coupe du monde de tennis de table en 2008.
- Remporte l'Open du Qatar ITTF en 2007, finaliste en 2008.
- Championne olympique simple dame lors des Jeux Olympiques de Londres en 2012.
- Championne du monde en simple lors des championnats du monde 2013
- Vice-Championne olympique simple dame lors des Jeux Olympiques de Rio de Janeiro en 2016.
- Médaille d'or par équipe lors des Jeux Olympiques de Rio en 2016.